# Stig Inge Bjørnebye
Stig Inge Bjørnebye (Elverum, 11 dicembre 1969) è un dirigente sportivo, allenatore di calcio ed ex calciatore norvegese, di ruolo difensore, direttore sportivo dell'Aarhus.

## Biografia
Bjørnebye è sposato con Hege Frøseth, ex giocatrice di pallamano: la coppia ha tre figli. È il figlio di Jo Inge Bjørnebye, ex saltatore con gli sci che partecipò anche ai Giochi olimpici di Sapporo del 1972.

## Caratteristiche tecniche
Bjørnebye veniva solitamente impiegato come terzino sinistro. Di attitudine offensiva, era capace di fornire cross precisi per i suoi compagni di squadra. Rapido e forte fisicamente, la sua precisione nel lancio permise al commissario tecnico della Norvegia Egil Olsen di inventare una delle sue tattiche di maggior successo, il Flopasning. Essa prende infatti il nome da Jostein Flo, che negli anni novanta era uno dei suoi esecutori: Bjørnebye, dalla sua posizione di terzino sinistro, lanciava un lungo pallone in diagonale, alla ricerca della testa di Flo. Il centravanti cercava così una sponda per un centrocampista, pronto ad inserirsi.

## Carriera

### Giocatore

#### Club

##### Gli esordi in Norvegia
Bjørnebye cominciò la propria carriera nell'Elverum, squadra della sua città natia: vi militò dal 1985 al 1986. Passò poi allo Strømmen, con cui conquistò la promozione nell'Eliteserien al termine del campionato 1987. Esordì nella massima divisione norvegese in data 8 maggio 1988, quando fu schierato titolare nella sconfitta casalinga per 0-3 contro il Rosenborg. Lo Strømmen retrocesse al termine della stagione.
Nel 1989, Bjørnebye fu però ingaggiato dal Kongsvinger. Il debutto in squadra arrivò il 30 aprile, nel successo per 1-0 sul Molde. L'11 giugno realizzò la prima rete nella 1. divisjon, nella sconfitta per 6-1 sul campo del Viking. Il difensore rimase in forza al Kongsvinger per un triennio.
Nel 1992, si trasferì in prestito al Rosenborg. Il primo incontro in squadra fu datato 26 aprile, nella vittoria per 2-0 sul Lyn Oslo. Il 16 maggio realizzò la prima rete per la nuova squadra, nella vittoria per 5-1 sul Sogndal. In quella stagione, il Rosenborg centrò il double: si aggiudicò infatti la vittoria in campionato e nella Coppa di Norvegia 1992, quest'ultima grazie proprio ad una rete di Bjørnebye, che nei minuti finali sancì il successo per 3-2 sul Lillestrøm.

##### Liverpool e la seconda parentesi al Rosenborg
Graeme Souness, manager del Liverpool, portò il calciatore ad Anfield pochi giorni dopo la vittoria nella Coppa di Norvegia 1992. Bjørnebye debuttò in squadra il 19 dicembre 1992, in occasione della sconfitta per 5-1 in casa del Coventry City. Le sue prime due stagioni in Premier League furono piuttosto difficoltose. Così, agli inizi del 1994, fu ceduto in prestito al Rosenborg, dove rimase fino all'estate.
Ritornato al Liverpool, il campionato 1994-1995 fu quello della sua consacrazione. Nella stessa annata, arrivò il successo finale nella Coppa di Lega 1994-1995. Ad aprile 1995 si ruppe una gamba in occasione di una sfida contro il Southampton, nel tentativo di raggiungere un cross. Fu così costretto ad un lungo stop che gli permise di giocare soltanto 2 partite nella stagione seguente. Fu pienamente recuperato nel campionato 1996-1997 e fornì numerosi assist agli attaccanti dei Reds, Robbie Fowler e Stan Collymore. Per la qualità delle sue prestazioni, fu inserito nella squadra dell'anno della Premier League.
Quando Gérard Houllier diventò il nuovo manager del Liverpool, cambiò il volto alla squadra e Bjørnebye fu uno dei giocatori a farne le spese. Il suo spazio andò via via diminuendo e, quando mancavano pochi mesi al termine del campionato 1999-2000, fu ceduto in prestito ai danesi del Brøndby.

##### Brøndby e il ritorno in Inghilterra
Bjørnebye debuttò nella Superligaen il 26 marzo 2000, in occasione del pareggio casalingo per 2-2 contro il Lyngby. In squadra, totalizzò 13 presenze e 2 reti, utili per contribuire al raggiungimento del secondo posto finale in campionato. Recuperata la forma fisica e terminato il prestito, Graeme Souness lo volle con sé al Blackburn.
All'epoca, il Blackburn militava nella First Division. Bjørnebye esordì con questa maglia il 12 agosto 2000, schierato titolare nella vittoria per 2-0 sul Crystal Palace. L'11 novembre realizzò la prima rete, nel pareggio per 2-2 sul campo del Portsmouth. A fine stagione, il Blackburn centrò la promozione.
Tornato in Premier League, Bjørnebye fu impiegato con continuità. Fece parte anche della squadra che vinse la Coppa di Leaga 2001-2002, trofeo che si aggiudicò per la seconda volta in carriera. Nel mese di aprile 2002, però, si fratturò l'orbita oculare durante un allenamento e per questo subì un intervento chirurgico, poiché lamentò dei problemi di vista. Rientrò in campo sette mesi più tardi, in occasione dei quarti di finale della Coppa di Lega 2002-2003, contro il Wigan: colpito da un infortunio al piede nello stesso incontro, tornò in patria per recuperare pienamente, ma fu ricoverato in ospedale quando accusò una sorta di intorpidimento alla zona interessata. I medici furono costretti ad impiantare dei bypass a due arterie, per scongiurare il pericolo di amputazione del piede. In seguito a questa disavventura, si ritirò.

#### Nazionale
Bjørnebye rappresentò la Norvegia a livello Under-16, Under-17 e Under-18, per poi essere convocato nella selezione Under-20 che partecipò al mondiale di categoria 1989. Conta anche 9 presenze per la Norvegia under 21, la prima delle quali datata 27 settembre 1988, quando fu titolare nella sconfitta per 2-0 contro la Francia under 21.
Collezionò poi 75 presenze e una rete per la Nazionale maggiore. Debuttò il 31 maggio 1989, schierato titolare nell'amichevole vinta per 4-1 contro l'Austria. Il 28 aprile 1993 giocò la 25ª partita in Nazionale, ricevendo così il Gullklokka. L'8 settembre 1993 arrivò l'unica rete per la Norvegia, nella vittoria per 1-0 contro gli Stati Uniti. Fu tra i convocati per il campionato del mondo 1994, in cui giocò tutte e tre le partite disputate dalla selezione scandinava. Negli anni seguenti, fu convocato per il campionato del mondo 1998 e per il campionato d'Europa 2000, giocando da titolare in entrambe le competizioni.

### Allenatore
Terminata l'attività agonistica, diventò assistente di Åge Hareide, supportando il suo lavoro da commissario tecnico della Norvegia dal 2003 al 2006. Nel 2006, diventò infatti allenatore dello Start. Rassegnò le proprie dimissioni a settembre 2007, a seguito di una striscia negativa di risultati: fu sostituito da Benny Lennartsson, che non riuscì a salvare lo Start dalla retrocessione.
L'8 aprile 2013, la Norges Fotballforbund lo nominò coordinatore delle varie squadre giovanili norvegesi.

## Statistiche

### Presenze e reti nei club
| Stagione            | Club               | Campionato         | Campionato | Campionato | Coppe nazionali | Coppe nazionali | Coppe nazionali | Coppe continentali | Coppe continentali | Coppe continentali | Supercoppe | Supercoppe | Supercoppe | Totale | Totale |
| Stagione            | Club               | Comp               | Pres       | Reti       | Comp            | Pres            | Reti            | Comp               | Pres               | Reti               | Comp       | Pres       | Reti       | Pres   | Reti   |
| ------------------- | ------------------ | ------------------ | ---------- | ---------- | --------------- | --------------- | --------------- | ------------------ | ------------------ | ------------------ | ---------- | ---------- | ---------- | ------ | ------ |
| 1985                | Elverum            | 4D                 | ?          | ?          | CN              | ?               | ?               | -                  | -                  | -                  | -          | -          | -          | ?      | ?      |
| 1986                | Elverum            | 4D                 | ?          | ?          | CN              | ?               | ?               | -                  | -                  | -                  | -          | -          | -          | ?      | ?      |
| 1987                | Strømmen           | 2D                 | ?          | ?          | CN              | ?               | ?               | -                  | -                  | -                  | -          | -          | -          | ?      | ?      |
| 1988                | Strømmen           | 1D                 | 19         | 0          | CN              | ?               | ?               | -                  | -                  | -                  | -          | -          | -          | ?      | ?      |
| Totale Strømmen     | Totale Strømmen    | Totale Strømmen    | ?          | ?          |                 | ?               | ?               |                    | -                  | -                  |            | -          | -          | ?      | ?      |
| 1989                | Kongsvinger        | 1D                 | 21         | 2          | CN              | ?               | ?               | -                  | -                  | -                  | -          | -          | -          | ?      | ?      |
| 1990                | Kongsvinger        | 1D                 | 20         | 0          | CN              | 4               | 1               | -                  | -                  | -                  | -          | -          | -          | 24     | 1      |
| 1991                | Kongsvinger        | ES                 | 21         | 1          | CN              | 4               | 1               | -                  | -                  | -                  | -          | -          | -          | 25     | 2      |
| Totale Kongsvinger  | Totale Kongsvinger | Totale Kongsvinger | 62         | 3          |                 | ?               | ?               |                    | -                  | -                  |            | -          | -          | ?      | ?      |
| 1992                | Rosenborg          | ES                 | 21         | 3          | CN              | 7               | 1               | CU                 | 2                  | 0                  | -          | -          | -          | 30     | 4      |
| ott. 1992-giu. 1993 | Liverpool          | PL                 | 11         | 0          | FACup+CdL       | ?               | ?               | CdC                | ?                  | ?                  | -          | -          | -          | ?      | ?      |
| 1993-1994           | Liverpool          | PL                 | 9          | 0          | FACup+CdL       | ?               | ?               | -                  | -                  | -                  | -          | -          | -          | ?      | ?      |
| gen.-giu. 1994      | Rosenborg          | ES                 | 8          | 0          | CN              | 2               | 0               | -                  | -                  | -                  | -          | -          | -          | 10     | 0      |
| Totale Rosenborg    | Totale Rosenborg   | Totale Rosenborg   | 29         | 3          |                 | 9               | 1               |                    | 2                  | 0                  |            | -          | -          | 40     | 4      |
| 1994-1995           | Liverpool          | PL                 | 31         | 0          | FACup+CdL       | ?               | ?               | -                  | -                  | -                  | -          | -          | -          | ?      | ?      |
| 1995-1996           | Liverpool          | PL                 | 2          | 0          | FACup+CdL       | ?               | ?               | CU                 | ?                  | ?                  | -          | -          | -          | ?      | ?      |
| 1996-1997           | Liverpool          | PL                 | 38         | 2          | FACup+CdL       | ?               | ?               | CdC                | ?                  | ?                  | -          | -          | -          | ?      | ?      |
| 1997-1998           | Liverpool          | PL                 | 25         | 0          | FACup+CdL       | ?               | ?               | CU                 | ?                  | ?                  | -          | -          | -          | ?      | ?      |
| 1998-1999           | Liverpool          | PL                 | 23         | 0          | FACup+CdL       | ?               | ?               | CU                 | ?                  | ?                  | -          | -          | -          | ?      | ?      |
| 1999-mar. 2000      | Liverpool          | PL                 | 0          | 0          | FACup+CdL       | ?               | ?               | -                  | -                  | -                  | -          | -          | -          | ?      | ?      |
| Totale Liverpool    | Totale Liverpool   | Totale Liverpool   | 139        | 2          |                 | ?               | ?               |                    | ?                  | ?                  |            | -          | -          | ?      | ?      |
| mar.-giu. 2000      | Brøndby            | SL                 | 13         | 2          | CD              | ?               | ?               | -                  | -                  | -                  | -          | -          | -          | ?      | ?      |
| 2000-2001           | Blackburn          | FD                 | 33         | 1          | FACup+CdL       | ?               | ?               | -                  | -                  | -                  | -          | -          | -          | ?      | ?      |
| 2001-2002           | Blackburn          | PL                 | 23         | 0          | FACup+CdL       | ?               | ?               | -                  | -                  | -                  | -          | -          | -          | ?      | ?      |
| 2002-2003           | Blackburn          | PL                 | 0          | 0          | FACup+CdL       | ?               | ?               | CU                 | ?                  | ?                  | -          | -          | -          | ?      | ?      |
| Totale Blackburn    | Totale Blackburn   | Totale Blackburn   | 56         | 1          |                 | ?               | ?               |                    | ?                  | ?                  |            | -          | -          | ?      | ?      |
| Totale              | Totale             | Totale             | ?          | ?          |                 | ?               | ?               |                    | ?                  | ?                  |            | -          | -          | ?      | ?      |

### Cronologia presenze e reti in Nazionale
| Cronologia completa delle presenze e delle reti in nazionale ― Norvegia | Cronologia completa delle presenze e delle reti in nazionale ― Norvegia | Cronologia completa delle presenze e delle reti in nazionale ― Norvegia | Cronologia completa delle presenze e delle reti in nazionale ― Norvegia | Cronologia completa delle presenze e delle reti in nazionale ― Norvegia | Cronologia completa delle presenze e delle reti in nazionale ― Norvegia | Cronologia completa delle presenze e delle reti in nazionale ― Norvegia | Cronologia completa delle presenze e delle reti in nazionale ― Norvegia |
| Data                                                                    | Città                                                                   | In casa                                                                 | Risultato                                                               | Ospiti                                                                  | Competizione                                                            | Reti                                                                    | Note                                                                    |
| ----------------------------------------------------------------------- | ----------------------------------------------------------------------- | ----------------------------------------------------------------------- | ----------------------------------------------------------------------- | ----------------------------------------------------------------------- | ----------------------------------------------------------------------- | ----------------------------------------------------------------------- | ----------------------------------------------------------------------- |
| 31-5-1989                                                               | Oslo                                                                    | Norvegia                                                                | 4 – 1                                                                   | Austria                                                                 | Amichevole                                                              | -                                                                       |                                                                         |
| 23-8-1989                                                               | Oslo                                                                    | Norvegia                                                                | 0 – 0                                                                   | Grecia                                                                  | Amichevole                                                              | -                                                                       |                                                                         |
| 5-9-1989                                                                | Oslo                                                                    | Norvegia                                                                | 1 – 1                                                                   | Francia                                                                 | Qual. Mondiali 1990                                                     | -                                                                       |                                                                         |
| 11-10-1989                                                              | Sarajevo                                                                | Jugoslavia                                                              | 1 – 0                                                                   | Norvegia                                                                | Qual. Mondiali 1990                                                     | -                                                                       |                                                                         |
| 25-10-1989                                                              | Hawalli                                                                 | Kuwait                                                                  | 2 – 2                                                                   | Norvegia                                                                | Amichevole                                                              | -                                                                       |                                                                         |
| 15-11-1989                                                              | Glasgow                                                                 | Scozia                                                                  | 1 – 1                                                                   | Norvegia                                                                | Qual. Mondiali 1990                                                     | -                                                                       |                                                                         |
| 7-2-1990                                                                | Ta' Qali                                                                | Malta                                                                   | 1 – 1                                                                   | Norvegia                                                                | Amichevole                                                              | -                                                                       |                                                                         |
| 22-8-1990                                                               | Stavanger                                                               | Norvegia                                                                | 1 – 2                                                                   | Svezia                                                                  | Amichevole                                                              | -                                                                       |                                                                         |
| 31-10-1990                                                              | Oslo                                                                    | Norvegia                                                                | 6 – 1                                                                   | Camerun                                                                 | Amichevole                                                              | -                                                                       |                                                                         |
| 7-11-1990                                                               | Tunisi                                                                  | Tunisia                                                                 | 1 – 3                                                                   | Norvegia                                                                | Amichevole                                                              | -                                                                       |                                                                         |
| 17-4-1991                                                               | Vienna                                                                  | Austria                                                                 | 0 – 0                                                                   | Norvegia                                                                | Amichevole                                                              | -                                                                       |                                                                         |
| 1-5-1991                                                                | Oslo                                                                    | Norvegia                                                                | 3 – 0                                                                   | Cipro                                                                   | Qual. Euro 1992                                                         | -                                                                       |                                                                         |
| 30-10-1991                                                              | Szombathely                                                             | Ungheria                                                                | 0 – 0                                                                   | Norvegia                                                                | Qual. Euro 1992                                                         | -                                                                       |                                                                         |
| 7-1-1992                                                                | Il Cairo                                                                | Egitto                                                                  | 0 – 0                                                                   | Norvegia                                                                | Amichevole                                                              | -                                                                       |                                                                         |
| 4-2-1992                                                                | Hamilton                                                                | Bermuda                                                                 | 3 – 1                                                                   | Norvegia                                                                | Amichevole                                                              | -                                                                       |                                                                         |
| 29-4-1992                                                               | Aarhus                                                                  | Danimarca                                                               | 1 – 0                                                                   | Norvegia                                                                | Amichevole                                                              | -                                                                       |                                                                         |
| 13-5-1992                                                               | Oslo                                                                    | Norvegia                                                                | 2 – 0                                                                   | Fær Øer                                                                 | Amichevole                                                              | -                                                                       |                                                                         |
| 3-6-1992                                                                | Oslo                                                                    | Norvegia                                                                | 0 – 0                                                                   | Scozia                                                                  | Amichevole                                                              | -                                                                       |                                                                         |
| 26-8-1992                                                               | Oslo                                                                    | Norvegia                                                                | 2 – 2                                                                   | Svezia                                                                  | Amichevole                                                              | -                                                                       |                                                                         |
| 23-9-1992                                                               | Oslo                                                                    | Norvegia                                                                | 2 – 1                                                                   | Paesi Bassi                                                             | Qual. Mondiali 1994                                                     | -                                                                       |                                                                         |
| 7-10-1992                                                               | Serravalle                                                              | San Marino                                                              | 0 – 2                                                                   | Norvegia                                                                | Qual. Mondiali 1994                                                     | -                                                                       |                                                                         |
| 14-10-1992                                                              | Londra                                                                  | Inghilterra                                                             | 1 – 1                                                                   | Norvegia                                                                | Qual. Mondiali 1994                                                     | -                                                                       |                                                                         |
| 2-12-1992                                                               | Canton                                                                  | Cina                                                                    | 2 – 1                                                                   | Norvegia                                                                | Amichevole                                                              | -                                                                       |                                                                         |
| 30-3-1993                                                               | Doha                                                                    | Qatar                                                                   | 1 – 6                                                                   | Norvegia                                                                | Amichevole                                                              | -                                                                       |                                                                         |
| 28-4-1993                                                               | Oslo                                                                    | Norvegia                                                                | 3 – 1                                                                   | Turchia                                                                 | Qual. Mondiali 1994                                                     | -                                                                       |                                                                         |
| 2-6-1993                                                                | Oslo                                                                    | Norvegia                                                                | 2 – 0                                                                   | Inghilterra                                                             | Qual. Mondiali 1994                                                     | -                                                                       |                                                                         |
| 9-6-1993                                                                | Rotterdam                                                               | Paesi Bassi                                                             | 0 – 0                                                                   | Norvegia                                                                | Qual. Mondiali 1994                                                     | -                                                                       |                                                                         |
| 8-9-1993                                                                | Oslo                                                                    | Norvegia                                                                | 1 – 0                                                                   | Stati Uniti                                                             | Amichevole                                                              | 1                                                                       |                                                                         |
| 22-9-1993                                                               | Oslo                                                                    | Norvegia                                                                | 1 – 0                                                                   | Polonia                                                                 | Qual. Mondiali 1994                                                     | -                                                                       |                                                                         |
| 13-10-1993                                                              | Poznań                                                                  | Polonia                                                                 | 0 – 3                                                                   | Norvegia                                                                | Qual. Mondiali 1994                                                     | -                                                                       |                                                                         |
| 10-11-1993                                                              | Istanbul                                                                | Turchia                                                                 | 2 – 1                                                                   | Norvegia                                                                | Qual. Mondiali 1994                                                     | -                                                                       |                                                                         |
| 9-3-1994                                                                | Cardiff                                                                 | Galles                                                                  | 1 – 3                                                                   | Norvegia                                                                | Amichevole                                                              | -                                                                       |                                                                         |
| 20-4-1994                                                               | Oslo                                                                    | Norvegia                                                                | 0 – 0                                                                   | Portogallo                                                              | Amichevole                                                              | -                                                                       |                                                                         |
| 5-6-1994                                                                | Stoccolma                                                               | Svezia                                                                  | 2 – 0                                                                   | Norvegia                                                                | Amichevole                                                              | -                                                                       |                                                                         |
| 19-6-1994                                                               | Washington                                                              | Norvegia                                                                | 1 – 0                                                                   | Messico                                                                 | Mondiali 1994 - 1º turno                                                | -                                                                       |                                                                         |
| 23-6-1994                                                               | New York                                                                | Norvegia                                                                | 0 – 1                                                                   | Italia                                                                  | Mondiali 1994 - 1º turno                                                | -                                                                       |                                                                         |
| 28-6-1994                                                               | New York                                                                | Norvegia                                                                | 0 – 0                                                                   | Irlanda                                                                 | Mondiali 1994 - 1º turno                                                | -                                                                       |                                                                         |
| 7-9-1994                                                                | Oslo                                                                    | Norvegia                                                                | 1 – 0                                                                   | Bielorussia                                                             | Qual. Euro 1996                                                         | -                                                                       |                                                                         |
| 12-9-1994                                                               | Oslo                                                                    | Norvegia                                                                | 1 – 1                                                                   | Paesi Bassi                                                             | Qual. Euro 1996                                                         | -                                                                       |                                                                         |
| 16-11-1994                                                              | Minsk                                                                   | Bielorussia                                                             | 0 – 4                                                                   | Norvegia                                                                | Qual. Euro 1996                                                         | -                                                                       |                                                                         |
| 14-12-1994                                                              | Ta' Qali                                                                | Malta                                                                   | 0 – 1                                                                   | Norvegia                                                                | Qual. Euro 1996                                                         | -                                                                       |                                                                         |
| 29-3-1995                                                               | Lussemburgo                                                             | Lussemburgo                                                             | 0 – 2                                                                   | Norvegia                                                                | Qual. Euro 1996                                                         | -                                                                       |                                                                         |
| 11-10-1995                                                              | Oslo                                                                    | Norvegia                                                                | 0 – 0                                                                   | Inghilterra                                                             | Amichevole                                                              | -                                                                       |                                                                         |
| 15-11-1995                                                              | Rotterdam                                                               | Paesi Bassi                                                             | 3 – 0                                                                   | Norvegia                                                                | Qual. Euro 1996                                                         | -                                                                       |                                                                         |
| 7-2-1996                                                                | Las Palmas                                                              | Spagna                                                                  | 1 – 0                                                                   | Norvegia                                                                | Amichevole                                                              | -                                                                       |                                                                         |
| 27-3-1996                                                               | Belfast                                                                 | Irlanda del Nord                                                        | 0 – 2                                                                   | Norvegia                                                                | Amichevole                                                              | -                                                                       |                                                                         |
| 24-4-1996                                                               | Oslo                                                                    | Norvegia                                                                | 0 – 0                                                                   | Spagna                                                                  | Amichevole                                                              | -                                                                       |                                                                         |
| 2-6-1996                                                                | Oslo                                                                    | Norvegia                                                                | 5 – 0                                                                   | Azerbaigian                                                             | Qual. Mondiali 1998                                                     | -                                                                       |                                                                         |
| 1-9-1996                                                                | Oslo                                                                    | Norvegia                                                                | 1 – 0                                                                   | Georgia                                                                 | Amichevole                                                              | -                                                                       |                                                                         |
| 9-10-1996                                                               | Oslo                                                                    | Norvegia                                                                | 3 – 0                                                                   | Ungheria                                                                | Qual. Mondiali 1998                                                     | -                                                                       |                                                                         |
| 29-3-1997                                                               | Dubai                                                                   | Emirati Arabi Uniti                                                     | 1 – 4                                                                   | Norvegia                                                                | Amichevole                                                              | -                                                                       |                                                                         |
| 30-4-1997                                                               | Oslo                                                                    | Norvegia                                                                | 1 – 1                                                                   | Finlandia                                                               | Qual. Mondiali 1998                                                     | -                                                                       |                                                                         |
| 8-6-1997                                                                | Budapest                                                                | Ungheria                                                                | 1 – 1                                                                   | Norvegia                                                                | Qual. Mondiali 1998                                                     | -                                                                       |                                                                         |
| 20-7-1997                                                               | Reykjavík                                                               | Islanda                                                                 | 0 – 1                                                                   | Norvegia                                                                | Amichevole                                                              | -                                                                       |                                                                         |
| 20-8-1997                                                               | Helsinki                                                                | Finlandia                                                               | 0 – 4                                                                   | Norvegia                                                                | Qual. Mondiali 1998                                                     | -                                                                       |                                                                         |
| 6-9-1997                                                                | Oslo                                                                    | Norvegia                                                                | 1 – 0                                                                   | Azerbaigian                                                             | Qual. Mondiali 1998                                                     | -                                                                       |                                                                         |
| 10-9-1997                                                               | Oslo                                                                    | Norvegia                                                                | 5 – 0                                                                   | Svizzera                                                                | Qual. Mondiali 1998                                                     | -                                                                       |                                                                         |
| 8-10-1997                                                               | Oslo                                                                    | Norvegia                                                                | 0 – 0                                                                   | Colombia                                                                | Amichevole                                                              | -                                                                       |                                                                         |
| 25-2-1998                                                               | Marsiglia                                                               | Francia                                                                 | 3 – 3                                                                   | Norvegia                                                                | Amichevole                                                              | -                                                                       |                                                                         |
| 22-4-1998                                                               | Copenaghen                                                              | Danimarca                                                               | 0 – 2                                                                   | Norvegia                                                                | Amichevole                                                              | -                                                                       |                                                                         |
| 20-5-1998                                                               | Oslo                                                                    | Norvegia                                                                | 5 – 2                                                                   | Messico                                                                 | Amichevole                                                              | -                                                                       |                                                                         |
| 27-5-1998                                                               | Molde                                                                   | Norvegia                                                                | 6 – 0                                                                   | Arabia Saudita                                                          | Amichevole                                                              | -                                                                       |                                                                         |
| 10-6-1998                                                               | Montpellier                                                             | Norvegia                                                                | 2 – 2                                                                   | Marocco                                                                 | Mondiali 1998 - 1º turno                                                | -                                                                       |                                                                         |
| 16-6-1998                                                               | Bordeaux                                                                | Norvegia                                                                | 1 – 1                                                                   | Scozia                                                                  | Mondiali 1998 - 1º turno                                                | -                                                                       |                                                                         |
| 23-6-1998                                                               | Marsiglia                                                               | Norvegia                                                                | 2 – 1                                                                   | Brasile                                                                 | Mondiali 1998 - 1º turno                                                | -                                                                       |                                                                         |
| 27-6-1998                                                               | Marsiglia                                                               | Norvegia                                                                | 0 – 1                                                                   | Italia                                                                  | Mondiali 1998 - Ottavi di finale                                        | -                                                                       |                                                                         |
| 19-8-1998                                                               | Oslo                                                                    | Norvegia                                                                | 0 – 0                                                                   | Romania                                                                 | Amichevole                                                              | -                                                                       |                                                                         |
| 6-9-1998                                                                | Oslo                                                                    | Norvegia                                                                | 1 – 3                                                                   | Lettonia                                                                | Qual. Euro 2000                                                         | -                                                                       | cap.                                                                    |
| 10-10-1998                                                              | Lubiana                                                                 | Slovenia                                                                | 1 – 2                                                                   | Norvegia                                                                | Qual. Euro 2000                                                         | -                                                                       |                                                                         |
| 14-10-1998                                                              | Oslo                                                                    | Norvegia                                                                | 2 – 2                                                                   | Albania                                                                 | Qual. Euro 2000                                                         | -                                                                       |                                                                         |
| 3-6-2000                                                                | Oslo                                                                    | Norvegia                                                                | 1 – 0                                                                   | Italia                                                                  | Amichevole                                                              | -                                                                       |                                                                         |
| 19-6-2000                                                               | Liegi                                                                   | Jugoslavia                                                              | 1 – 0                                                                   | Norvegia                                                                | Euro 2000 - 1º Turno                                                    | -                                                                       |                                                                         |
| 21-6-2000                                                               | Arnhem                                                                  | Slovenia                                                                | 0 – 0                                                                   | Norvegia                                                                | Euro 2000 - 1º Turno                                                    | -                                                                       |                                                                         |
| 16-8-2000                                                               | Helsinki                                                                | Finlandia                                                               | 3 – 1                                                                   | Norvegia                                                                | Amichevole                                                              | -                                                                       |                                                                         |
| 7-10-2000                                                               | Cardiff                                                                 | Galles                                                                  | 1 – 1                                                                   | Norvegia                                                                | Qual. Mondiali 2002                                                     | -                                                                       |                                                                         |
| Totale                                                                  |                                                                         | Presenze                                                                | 75                                                                      |                                                                         | Reti                                                                    | 1                                                                       |                                                                         |

## Palmarès

### Giocatore

#### Club
- Campionato norvegese: 1

Rosenborg: 1992
- Coppa di Norvegia: 1

Rosenborg: 1992
- Coppa di Lega inglese: 2

Liverpool: 1994-1995
Blackburn: 2001-2002

#### Individuale
- Gullklokka

1993
- Squadra dell'anno della PFA: 1

1997